# John Hanke
John Hanke (nacido en 1967) es un ejecutivo estadounidense del ramo de la tecnología. Hanke fue el fundador y CEO de Keyhole Inc. que posteriormente fue adquirida y convertida en la división de productos geoespaciales de Google, incluyendo Google Earth, Google Maps, StreetView, SketchUp y Panoramio. También es el fundador y CEO de Niantic, Inc., una empresa de software que originalmente formaba parte de Google y que fue la creadora de Pokémon Go.

## Inicios y empresas startup
Nacido en 1967, Hanke creció en la pequeña ciudad de Cross Plains en el centro de Texas, y se graduó de la secundaria local en 1985.  Asistió a la Universidad de Texas en Austin y se graduó de la licenciatura en 1989. 
En su primer empleo después de la universidad, trabajó cuatro años en el Servicio Exterior de los Estados Unidos en Washington D. C., y en el extranjero, en Myanmar, trabajando en cuestiones relacionadas con la política exterior.
Posteriormente asistió a la escuela de negocios de la Universidad de California, Berkeley para estudiar un MBA; ahí se unió a Steve Sellers y su empresa de diseño de videojuegos Archetype Interactive, que estaban desarrollando Meridian 59, uno de los primeros juegos de rol multijugador masivo en línea (MMORPG), y vendieron la empresa a The 3DO Company el mismo día en que se graduaron de Berkeley. Hanke y Sellers después crearon otra startup de entretenimiento llamada "The Big Network", que fue adquirida en 2000 por la compañía eUniverse por 17,1 millones de dólares. 

## Keyhole
Hanke cofundó la empresa de datos geoespaciales Keyhole en 2001 y fungió como director ejecutivo. El capital inicial fue proporcionado por un grupo de Venture Capital dentro de Sony, por la CIA  a través de su firma de capital de riesgo llamada In-Q-Tel, y por la empresa de tecnología NVIDIA .  La startup logró notoriedad en los medios de comunicación gracias al uso de su tecnología cartográfica durante el comienzo de la guerra de Irak. La tecnología de mapas de Keyhole también llamó la atención del cofundador de Google, Sergey Brin, y Google adquirió Keyhole en 2004 en un acuerdo por un valor de 35 millones de dólares en acciones. 

## Google
Como parte de la adquisición de Keyhole, Hanke se unió a Google y se convirtió en vicepresidente de gestión de productos de la división "Geo" de Google.  Durante este período, supervisó la transformación de la tecnología de Keyhole en Google Earth y Google Maps en 2005. También negoció un acuerdo con Apple para incluir Google Maps en el iPhone.  Le siguieron otros productos, incluidos StreetView, SketchUp y Panoramio. Cerca del final de su gestión en Google fundó Niantic Labs, un proyecto interno que más tarde se convertiría en Niantic. 

## Niantic
En 2010, Hanke recibió recursos de Google para crear una unidad de juegos de realidad aumentada, y esta nueva empresa interna se denominó Niantic Labs.  Buscando volver a sus raíces en los juegos y el entretenimiento, lideró a la compañía en la creación de un juego multijugador basado en la geolocalización y realidad aumentada llamado Ingress . El juego tuvo un millón de jugadores al año de su lanzamiento en 2013, y alcanzó siete millones en 2015. 
Hanke lideró la separación de Niantic de Google a finales de 2015 y levantó 30 millones de dólares en capital por parte de Google, Nintendo y The Pokémon Company, permaneciendo como CEO de la empresa y guiando la creación y el lanzamiento de Pokémon Go en julio de 2016, un juego móvil muy exitoso que generó más de 4.200 millones de dólares en ingresos. 

## Lectura adicional
- Kilday, Bill (2018). Never lost again : the Google mapping revolution that sparked new industries and augmented our reality (Primera edición). Nueva York, NY. ISBN 978-0-06-267304-6. OCLC 994315355.